# Benjamin Wilson

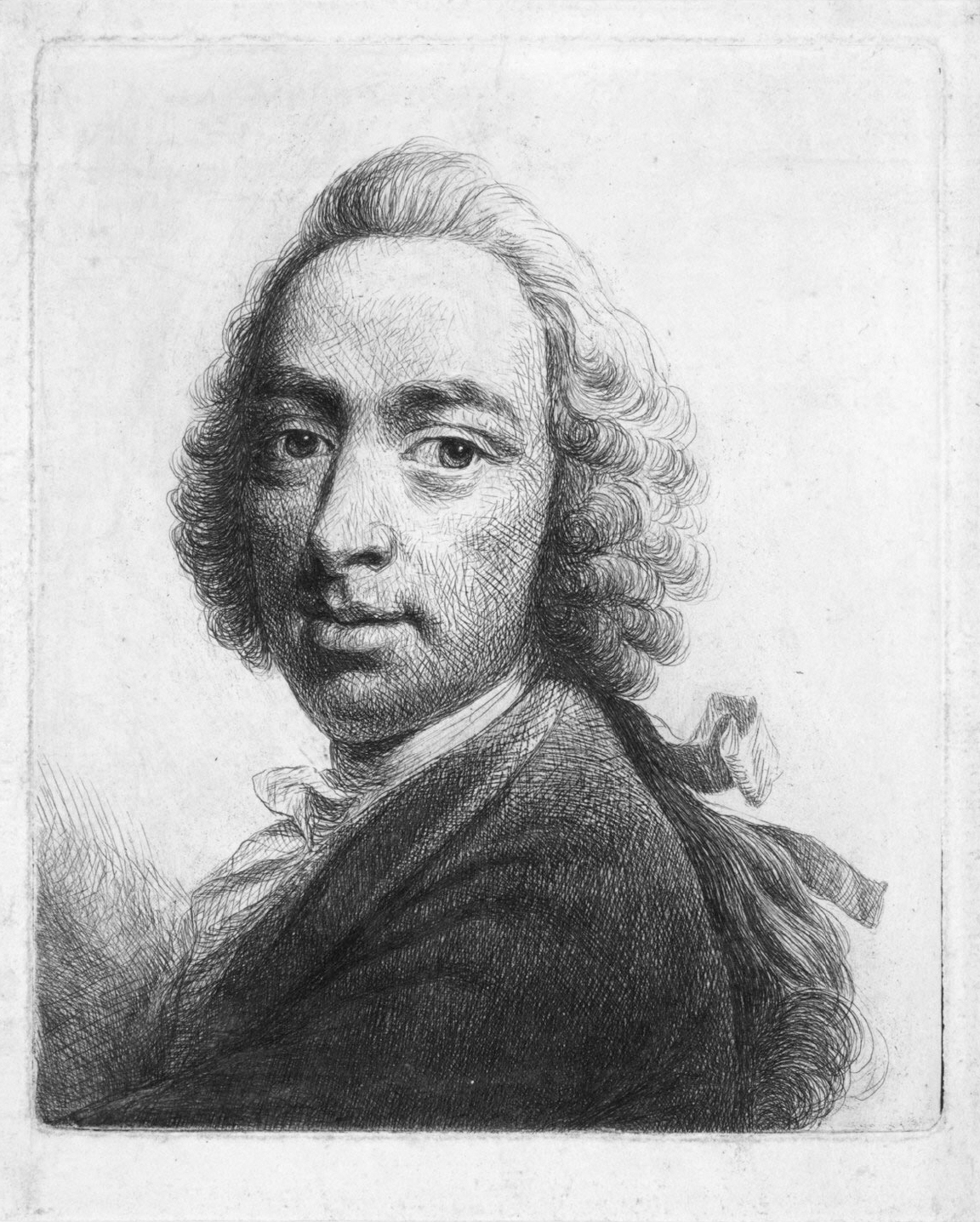
Zelfportret van Benjamin Wilson, ca. 1752

Benjamin Wilson (21 juni 1721 - 6 juni 1788) was een Brits portretschilder en natuurvorser.

## Biografie
Wilson werd in 1721 geboren als veertiende kind van een vermogende lakenhandelaar. Na het faillissement van het bedrijf van zijn vader, verhuisde Wilson naar Londen. Daar vond hij werk als klerk en verdiepte hij zich in de schilderkunst, op aangeven van William Hogarth. Na een korte periode in Dublin vestigde hij zich in Londen, in een woning die aan de Duitse portretschilder Godfrey Kneller had behoord. Hij bouwde er een succesvolle nering op als portretschilder en prentenmaker. Via een van zijn cliënten kwam Wilson in de gunst bij de Hertog Eduard van York, die hem onder meer benoemde tot bedrijfsleider van zijn privétheater.

## Wetenschap
Als wetenschapper deed Wilson onderzoek naar de elektrische eigenschappen van toermalijn en hield hij zich bezig met vorm en constructie van bliksemafleiders. Hij was een tegenstander van de ideeën van Benjamin Franklin over positieve en negatieve elektrische ladingen en aanhanger van Isaac Newtons opvattingen over het medium ether. In 1751 werd Wilson toegelaten tot de Royal Society, de Britse academie van wetenschappen. Deze verleende hem in 1760 de Copley Medal voor zijn 
experimenten op het gebied van de elektriciteit.